# Социологија знања
Социологија знања је наука која се бави проучавањем релација између људског мишљења и социјалног контекста у коме се оно појављује као и ефеката који преовлађујуће идеје имају на друштво. Она није специјализовани део социологије, али зато се бави великим бројем основних питања о ширини и ограничењима социјалних утицаја на живот појединца као и социолошко-културне основе нашег знања о свету. Комплементарна област социологији знања је социологија не знања, укључујући и учења о рупама у знању и не знању као основној карактеристици стварања знања.
Социологија знања је примарно основана од стране социолога Емила Диркема на почетку 20ог века. Његов раде се бави директно тиме како концептуално на мишљење језик и логика може деловати социолошка средина из које су настали. У раномном делу, написаном заједно са Марсел Маусом, Примитивна класификација, Диркем и Маус узимају учење о "примитивномј" групној митологији да би расправили да систем класификације је колективно засновани и да се поделе са овим системима покрећу уз помоћ социјалних категорија. Касније, Диркем у Елементарним Облицима Религиојског Живота ће разрадити своју теорију сазнања испитивањем како језик, као и концепт и категорије (као нпр. време и простор) коришћене у логичком мишљењу имају социолошко порекло. Иако, ни Диркем, ни Маус, конкретно нису користили термин 'социологија знања', њихов рад је важан додатак овој области.
Конкретан термин 'социологија знања' је постао опште коришћен од 1920их, када је неколико социолога који говоре немачки, најзначајнији међу њима су били Макс Шелер и Карл Менхајм, написало обимне радове о социологији знања. Са доминацијом функционализма средином 20оф века, социологија знања је остајала на периферији уобичајног социолошког мишљења. У велкој мери је допуњена и приближена свакодневном животу 1960тих година, конкретно од стране Питер Л. Бергера и Томаса Лукмана у Социјалној Конструкцији Реалности (1966) и дан данас представља срж за методе поступања са квалитативним разумевањем људског друштва (упоредити са социологијом конструисања реалности). Генеолошка и археолошка учења Мишела Фукоа су од значајног садашњег утицаја.

## Историја

### Покрет просвећења
Покрет просвећења не би требало да  буде потцењен у свом утицају на социолошке науке. Док су филозофи радили на научној анализи друштва, били су умешани у социологију идеја и знаменитости, иако је њихов циљ био критиковање рационализма. Покрет просвећења је тежио напредовању, промени, секуларизму, али изнад свега-ка слободи, слободи да појединац може да одреди сам своју судбину. Постојала је посвећеност ка практичној науци  with људским родом у центру (као супротност Богу или боговима) и то је прави извор социјалне науке. Ова нова наука није била заинтересована ѕа откривено знање или примарно знање већ за добробит човечанства: људску праксу, друштвене разноврсности и правилности. Западно мишљење, је тако, добило значајан помак ка културном релативизму, где међу-културна поређења постају доминатна методологија. Друштвена наука је креирана од стране филозова који су тежили да претворе идеје у реалност и уједине теорију и праксу упокушају да реконструишу друштво као целину.

### Ранија гледишта
Социологији знања је било потребно конкретно гледиште које је први образложио Ђамбатиста Вико у делу Нова Наука, написано почетком 18ог века, много пре него што су први социолози проучавали везе између знања и друштва. У овој књизи, која представља оправдање за нове историјске и социолошке методологије, главна поента је да природни свет и друштвени свет су знани на различите начине. Претходни је знан кроз спољашње или емпиријске методе, док његов нследник може бити знан интерно као и екстерно. Другим речима, људска историја је конструкција. Ово прави кључ епистемолошке разлике између природног света и друштвеног света што је централни концепт у друштвеним наукама. Примарно фокусиран на историјску методологију, Вико тврди да је немогуће проучавање историја друштва, ако се не пређе преко хронике догађаја, испитивањем културних елемената друштва, што је терминовано као 'цивилни свет'. Овај 'цивилни свет', направљен од поступака, мишљења, идеа, митова, норми, религиозних веровања, и институција, је стваралаштво људског ума. Пошто су ови елементи друштвено конструисани, они могу бити боље схваћен него физички свет, схваћено као у апстракцији. Вико наглашава да људска природа и њени продукти нису фиксирани ентитети и зато захтевају историјску перспективу истичу промене  напретке обухваћене у појединцу и друштву. Он такође захтева диалектски однос између друштва и културе као кључ у новој историјској перспективи.
Викове идеје, упркос томе што су прожете његовом склоности за етимологију, као и теорија цикличне историје, су ипак значајне за основну претпоставку да наше разумевање и познавање друштвене структуре зависи од идеја и концепта које усвајамо, као и језик који се користимо. Вико, за кога је мало људи знало у његово време, био је први да успостави темеље социологије знања, чак и ако његови концепти нису нужно прихваћени од стране каснијих писаца. Постоје неки докази да су Монтескје и Карл Маркс прочитали Викова дела. Међутим, сличности у њиховим делима су површне, углавном ограничене на целокупну концепцију њихових пројеката, које карактерише културн релативизам и историцизам.

## Школе

### Емил Диркем
Емил Диркем (1858-1917) је добио титулу првог професора који је успешно успоставио области социологије, институиализацијом одељка за социологију на Универзитету Бордо у 1890ој години. Док његови радови се баве бројним темама, укључујући самоубиства, породице, социјалне структуре, и друштвене институције, велики део његових дела се бави социологијом знања.
Дуркхеимова коначан изјава о социологији знања долази 1912 године у његовом најзначајнијем делу Елементарне Форме Религијског Живота. Ова књига има за циљ не само разјашњење друштвених порекла и функцију религије, него и социјалне корене и утицај друштва на језик и логичка размишљања. Диркем је радио углавном из једног кантовског оквира и тежио да схвати како су концепти и категорије логичког размишљања произлази из друштвеног живота. Он је тврдио, на пример, да категорије простора и времена нису а приори. Уместо тога, категорија простора зависи од друштвеног груписања једног друштва и географскг коришћења простора, као и социјалног ритма једне групе која одређује наше разумевање времена. У то Диркем је настојао да укомбинује елементе рационализма и емпиризма, тврдећи да одређени аспекти логичког размишљања, заједнички свим људима, је постојао, али да су производи колективног живота (на тај начин контрадикује тези табла раза, разумевањем да категорије које се стичу, се стичу само индивидуалним искуством), а да нису универзални приори (како је Кант тврдио) јер се садржај категорија разликовао од друштва до друштва.
Други кључни елементи за Диркемовом теорије сазнања је његов концепт представа колектива (колективно представљање), који је наведен у Елементарним Формама Религијског Живота. Представа колектива су симболи и слике које представљају идеје, уверења и вредности које је израдио колектив, и не могу бити сведени на индивидуалне делове. Они могу укључивати речи, слогана, идеје, или било који број материјалних предмета који могу послужити као симбол, као што је крст, стена, храм, перо итд. Како Диркем објашњава, представе колектива су створене кроз интензивну друштвену интеракцију и представљају производ колективних активности. Као такве ове презентације имају посебан, и донекле контрадикторан, аспект који који ѕа појединца постоји ектерно (јер су они створени и контролисани су, не од стране појединца, већ од друштва у целини), па ипак истовремено у сваком појединцу друштва (од добробити учешћа те особе у друштву).
Вероватно најважнија 'представа колектива' је језик, који према Диркему је производ колективног рада. И баш зато што је језик колективни рад, језик садржи у себи историју нагомиланог знања и искуства, што ниједан појединац није у стању да ствари сам. Како Диркем каже, 'представа колектива', и језика посебно :
"додаје на то што можемо да учимо из нашег личног искуства, сва та мудрости и наука коју  је група стекла у протеклим вековима. Мишљење помоћу концепта, није само вид реалности са њене најопштијем стране, него је пројектовање светла на сензацију која се пали, она га продире и претвара."
Као такав, језика, као друштвени производ, буквално гради и обликује наш доживљај реалности, идеја која је, касније, развијена од стране француских филозофа, као што су Мишел Фуко.

### Карл Менхајм
Немачки, политички, филозофи Карл Маркс (1818-1883) и Фридрих Енгелс (1820-1895) су тврдили у Die deutsche Ideologie (1846, Немачка идеологија) и на другим местима људске идеологије, укључујући њихова друштвена и политичка уверења и мишљења,  су укорењена у класним интересима, и шире у друштвеним и економским околностима у којима живе:
"То су људи, који у развоју свог материјалног сношаја, промене, заједно са овим и њихово реално постојањее, њихово размишљање и производ њиховог размишљања. Биће се не одређује помоћу свести, већ свест помоћу бића "(Маркс-Енгелс Гесамтаусгабе 1/5).
Под утицајем ове доктрине, и Феноменологије, немачки социолог Карл Менхајм (1893-1947) је дао подстицај за раст социологије знања са својим делом Идеологија и Утопија (1929, преведена и проширена у 1936), иако је термин био уведен пет година раније од стране ко-оснивача покрета, немачког филозофа, пфеноменологиста и социјалног теоретичара Макса Шелера (1874-1928), у Versuche zu einer Soziologie des Wissens (1924, Покушаји на Социологију Знања).
Менхајм је страховао да би ово тумачење могло бити посмартано као да су сво знање и веровања продукт друштвено-политичке снаге јер је обај тип релативизма самопоражавајући (ако је то истина, онда је и он само производ друштвено-политичких снага и нема право на истину и нема убедљиву силу). Манхајм је веровао да је релативизам чудна мешавина модерног и древног веровања у којем је садржао у себи веру у апсолутну истину која је била валидна за време и простор (древни поглед најчешће повезан са Платона) и осудио је друге истине, јер оне не могу да постигну овај ниво објективности (идеја преузета од Маркса). Манхајм покушава да преброди овај проблем са идејом 'релационизма'. То је идеја која каже да  су неке ствари истините само у одређеном времену и простору (закључак који је настао под утицајем прагматизма), међутим, то их не чини мање истинитим. Манхајм осетио је да би слој интелектуалаца (ѕа које је тврдио да су само лабаво усидрени за класне структуре друштва) би могли најсавршеније да схвате ову врсту истине, стварајући "динамичну синтезу" идеологија других група.

### Еколгија знања
Екологија знања је концепт који потиче из управљања знањем и да има за циљ "да премости рупу између статичке ризнице података за управљање знањем и динамику, адаптивног понашања природних система", а посебно ослањајући се на концепт интеракције и појаве. Знање екологије, и њена информације везане за концепт екологије је разрађен од стране различитих научника и практичара, као што су Тхомас Х. Давенпорт, Бони Нарди, и Свидлер.

### Нова Социологија Знања
Нова социологија знања (постмодеран приступ, с обзиром на сазнања о култури уводећи традиције марксиста, француских структуралиста и америчких прагматичан) уводи нове концепте који говоре како је знање социјализовано у модерно доба новим врстама друштвених организација и структура.

### Роберт К. Мертон
Амерички социолог Роберт К. Мертон (1910-2003) посвећује део свог дела Социјална Теорија и Социјална Структура (1949; прерађена и проширена, 1957 и 1968) за студије социологије знања у делу III, под насловом Социологија знања и Масовне Комуникације.

### Легитимација кода Теорије
Легитимација кода Теорије (ЛКТ) појавила се као оквир за проучавање знања и образовања, и сада се користи за анализу растућих социјалних и културних пракси кроз све различите институционалне и националне контексте, како унутар тако и изван образовања. То је приступ који грађен примарно на раду Басилија Бернстеина и Пјера Бурдијеа. Оно такође интегрише увиде из социологије (укључујући Диркемов, Марксов, Веберов и Фукоаов), системски функционалне лингвистике, филозофије (као што је Карл Попер и критички реализам), раније студије културе, антропологије (посебно Мери Даглас и Ернест Гелнер), као у осталим аспектима.

### Социологија знања
- Émile Durkheim
- Marcel Mauss
- Max Scheler
- Karl Mannheim
- Werner Stark
- Alfred Schutz
- Harold Garfinkel
- Peter L. Berger
- Thomas Luckmann
- Michel Foucault
- Kurt Heinrich Wolff
- Basil Bernstein